# Ask Ubuntu
Ask Ubuntu是一个由社区驱动的，专门针对Ubuntu操作系统的问答网站。它隶属于Stack Exchange Network，和Stack Overflow使用相同的技术。
网站允许用户提出或回答问题，并能对其他问题和回答进行投票赞成、否决和评论，前提是需要获得一定的声望值。声望值表示社区对用户的信任程度，用户声望值的提升来源于其他用户对该用户提问或回答的打分。用户的权限取决于其声望值，其中声望值等级最高的用户拥有与网站管理员相似的权限。所有用户创建的内容都使用CC BY-SA 3.0协议授权。
网站于2010年10月10日推出公测版，与Ubuntu 10.10同时推出。
截至2020年8月，Ask Ubuntu拥有接近85万的用户，以及超过35万个问题。

## 历史
Ask Ubuntu来源于Stack Exchange 51区 的一个提案“Proposed Q&A site for Ubuntu users and developers”。经过“承诺”、“测试”阶段后，提案通过并于2010年10月推出公测版，与Ubuntu 10.10一同推出。网站的名称经过社区投票后采取“Ask Ubuntu”。
尽管Stack Exchange不提倡问答网站零碎化，但经过讨论和投票后，Ask Ubuntu最终和另一个同样隶属于Stack Exchange Network的问答网站“Linux and Unix”并存。
Ask Ubuntu站点的建设得到了Canonical的帮助，允许网站使用他们的商标，并确保网站的主题遵循Ubuntu的品牌准则。

## 特点
网站允许用户提出或回答问题，并能对其他问题和回答进行投票“赞成”或“反对”，前提是用户需要达到一定的声望值。声望值的提升来源于用户对社区的贡献，分以下四种：
- 用户提出的问题获得“赞成”的投票，声望值加10分。
- 用户的回答获得“赞成”的投票，声望值加10分。
- 用户的回答被采纳，声望值加15分。
- 用户的编辑通过评审，声望值加2分。

当用户的声望值得到一定要求时，其权限就越高，如用户的声望值得到15分时，其可以投票“赞成”其他人的问题或回答；达到50分时，可以评论其他人的问题或回答；达到125分时，可以投票“反对”问题或回答，每一次的投票“反对”需要扣除1分的声望。
所有的用户都能通过编辑以改善问题和回答，声望值低于2000的用户的编辑需要经过同行审阅后才能生效，而声望值高于2000的用户则可以直接编辑问题和回答，无需经过审阅流程。在Ask Ubuntu中，一些帖子会被选定为“社区维基”（community wiki），只要声望值高于100的用户都可以对其直接编辑。
Ask Ubuntu有两个子站点：一个名为“meta”，用户可以在该站点讨论有关Ask Ubuntu网站建设的问题；另一个则是实时聊天室，声望值高于20的用户可以在此与其他用户实时聊天。